# دانة
الدانة أو البَلُّوتة أو الكتيلة أو الشرماء أو الغصة (باللاتينية: Ballota) جنس نباتي يتبع الفصيلة الشفوية من رتبة الشفويات. يضم حوالي ستة وأربعين نوعا مقبولا وثمانية أنواع لم يحسم أمرها بعد.

## من أنواعهاالواطنةفيالوطن العربي
1. الدانة الجبيلية (باللاتينية: Ballota byblensis) في بلاد الشام
2. الدانة الدمشقية (باللاتينية: Ballota damascena) في بلاد الشام ومصر
3. الدانة السوداء (باللاتينية:  Ballota nigra) في بلاد الشام والمغرب العربي وقبرص وتركيا ومعظم مناطق حوض البحر الأبيض المتوسط
4. الدانة الصحراوية (باللاتينية: Ballota saxatilis) في المغرب العربي
5. الدانة الصخرية (باللاتينية: Ballota saxatilis) في بلاد الشام وسيناء وتركيا
6. الدانة الفلسطينية (باللاتينية: Ballota philistaea) في بلاد الشام
7. الدانة القلمونية (باللاتينية: Ballota antilibanotica) في بلاد الشام
8. الدانة المتموجة (باللاتينية: Ballota undulata) في بلاد الشام وسيناء
9. الدانة المهلبة (باللاتينية: Ballota hirsuta) في المغرب العربي وإسبانيا والبرتغال
10. الفوذنج الكاذب (باللاتينية: Ballota pseudodictamnus)